# Skolan i Aten
Skolan i Aten (italienska: Scuola di Atene) är en fresk i rummet "Stanza della Segnatura" i Stanze di Raffaello, Apostoliska palatset. Fresken är en av de mest kända målningarna av renässansmålaren Rafael, som även målat de tre andra freskerna i samma rum. Rafael utförde fresken mellan åren 1509 och 1511 och på den syns bland annat många kända grekiska filosofer.

## Bakgrund
År 1508 blev Rafael, en ung och mycket omtalad konstnär från Urbino presenterad för den dåvarande påven Julius II efter rekommendationer från påvens arkitekt Donato Bramante, även han från Urbino. Påven blev så imponerad av Rafael att han gav honom i uppdrag att måla flera rum i Vatikanpalatset, däribland "Stanza della Segnatura" som skulle bli påvens personliga bibliotek.

## Målningen
Skolan i Aten visar några av antikens främsta filosofer såsom Platon, Aristoteles och Pythagoras, ibland föreställande andra kända personer från andra epoker eller personer i Rafaels närhet. Exempelvis återfinns Leonardo da Vinci, Michelangelo, Alexander den store, Rafaels mästare Perugino och även Rafael själv i form av stora grekiska tänkare. Rafael lämnade olyckligtvis inte efter sig några anteckningar om personerna på fresken så många av dem går inte att identifiera medan andra kan utpekas med största sannolikhet.
Bakom personerna sträcker sig en lång korridor med rikt utsmyckade höga valv. I bakgrunden syns även två statyer föreställande gudar ur den grekiska mytologin, Apollon (t.v. (Latin Apollo)) och Pallas Athena (t.h. (Latin Minerva))

## Filosoferna
Vissa av filosoferna är garanterat utpekade, till exempel Platon och Aristoteles, men med många andra är det svårt att bevisa vem som egentligen är vem. Enligt Lahanas brukar de oftast identifieras som följer:

Namnen inom parentes är de som Rafael tros ha porträtterat i samma karaktär 1: Zenon från Kition eller Zenon från Elea
2: Epikuros
3: Okänd (Federico II Gonzaga)
4: Anicius Manlius Severinus Boethius eller Anaximander eller Empedokles
5: Averroes
6: Pythagoras
7: Alkibiades eller Alexander den Store
8: Antisthenes eller Xenofon
9: Hypatia (Francesco Maria della Rovere eller Rafaels älskarinna Margherita.)
10: Aischines eller Xenofon
11: Parmenides
12: Sokrates
13: Herakleitos (Michelangelo)
14: Platon (Leonardo da Vinci)
15: Aristoteles
16: Diogenes
17: Plotinos
18: Euklides eller Arkimedes (Bramante)
19: Strabon eller Zarathustra (Baldassare Castiglione eller Pietro Bembo)
20: Klaudios Ptolemaios
21: Protogenes (Sodoma eller Perugino).

## Detaljer
Några detaljer som är värda att nämna är några av personernas händer. Platon pekar nämligen uppåt, Plotinos pekar nedåt, Aristoteles håller handen utsträckt och "pekar" på så sätt på "mitten" medan Sokrates som vänt ryggen mot de andra räknar problem på fingrarna. Platon och Aristoteles håller också i varsin bok, Timaios respektive Etiken. Allt detta symboliserar dessa filosofers egna uppfattningar om världen och även hur fel de anser att de andra har. Även Diogenes (som ses liggande framför Aristoteles) är en sådan symbolisk detalj. Han ligger avslappnat och ogenerat, helt i enlighet med hans egen filosofi.
Till vänster om Diogenes sitter Michelangelo (personifierad av Herakleitos) i en klassisk tänkarpose lutad mot ett stenblock. Han fanns från början inte med i fresken men efter att Rafael sett Michelangelos halvfärdiga målningar i Sixtinska kapellet blev Rafael så imponerad att han målade dit Michelangelo på sin egen fresk.
Rafaels självporträtt återfinns längst ut till höger, precis bredvid det som troligtvis är hans mästare Perugino (personifierad av Protogenes).